# Anthony Clark (aktor)
Anthony Higgins Clark (ur. 4 kwietnia 1964 w Lynchburgu) – amerykański aktor i komik.

## Życiorys
Urodził się w Lynchburgu w stanie Wirginia. Jego ojciec był robotnikiem fabrycznym, a matka prowadziła sklep wielobranżowy. Rodzice rozwiedli się, gdy miał pięć lat. Kiedy miał 12 lat, rodzina przeniosła się na farmę tytoniu 50 mil na południe do Gladys w Wirginii, gdzie mieszkał jego ojczym. W 1986 ukończył Emerson College w Bostonie z dyplomem z komunikacji masowej.
Jako dziecko pojawił się w musicalach: Calamity Jane, Li’l Abner i The Music Man. W 1986 zdobył nagrodę Top College Comedian Award w American Collegiate Talent Showcase. Po studiach rozpoczął na karierę jako stand-uperka z autorskim programem. W 1990 trafił na Broadway w roli pracownika stacji benzynowej w sztuce Grona gniewu u boku Gary’ego Sinise’a i Lois Smith. W 1995 wystąpił w specjalnym programie HBO dla młodych komików, którego gospodarzem był Garry Shandling wraz z Dave’em Chappelle’em, Louisem C.K. i Dave’em Attellem. Rozpoznawalność przyniosła mu rola Gregory’ego Thomasa „Grega” Warnera w sitcomie CBS Tak, kochanie (2000−2006), za którą w 2004 był nominowany do Young Artist Award.

## Filmografia

### Filmy
- 1991: Amerykańskie psy (Dogfight) jako Okie Buele
- 1993: W pogoni za sukcesem (The Thing Called Love) jako Billy
- 1996: Twierdza (The Rock) jako Paul (hotelowy fryzjer)
- 2002: Płatne w całości (Paid in Full) jako kumpel Rico
- 2005: Przyszywany wujek (Say Uncle) jako Russell

### Seriale
- 1997–1998: Dusza człowiek (Soul Man) jako Todd Tucker
- 2000−2006: Tak, kochanie (Yes, Dear) jako Greg Warner